# Philharmonique; (アルバム)
『philharmonique;』（フィルハーモニック）は、Q;indiviの2枚目のオリジナルフルアルバム。2008年9月3日にavex traxより発売。

## 解説
- パッケージは前作、前々作同様単色透明の流れを受け継ぎ、黄色透明（トパーズ色）となっている。なお、歌詞カードはついていない。
- 2枚組となっているが、1枚目はオリジナルアレンジ、2枚目はリミックスバージョンおよび次回作のプレビューバージョンを収録している。
- 多くの曲がCMソングになっている。これはQ;indiviが多数のCMを手掛けているためである。そのため、どこかで聴いたことがある・耳になじみやすいなどといった感想をもつことが多い。
- 一部の楽曲ではボーカルである及川リンの声を加工している。
- キャッチコピーは「クラシックとエレクトロニックの融合から生まれるハイパー・ファンタジー」。

## 収録曲

### Disc1
1. Introduction~philhamonique;~
作曲：田中ユウスケ、ケビン・ギルモア
2. Love You
原曲：バッハ「メヌエット」
作詞：及川リン
作曲：田中ユウスケ
ストリングスアレンジ：岡村美央
3. Understand;
作詞：及川リン
作曲：田中ユウスケ
アディショナル・アレンジ：湯浅篤
4. Across the Starlight
作詞：及川リン
作曲：田中ユウスケ
5. Storia
作詞：及川リン
作曲：田中ユウスケ
アディショナル・アレンジ：Plum
6. Moment
作詞：及川リン
作曲：田中ユウスケ
7. Electronic Harmonique
作詞：及川リン
作曲：田中ユウスケ
アディショナル・ミュージック：及川リン
ストリングスアレンジ：岡村美央
8. Lover Snake
作曲：ケビン・ギルモア、田中ユウスケ
9. Cascade
作詞：及川リン
作曲：田中ユウスケ
10. Kaze-to-uwasa
原曲：土岐麻子「風とうわさ」
作詞：及川リン
作曲：田中ユウスケ
11. Part of Your World (Eshericks Deep Sea mix)
作詞：ハワード・アシュマン
作曲：アラン・メンケン
リミックス：Eshericks
アディショナル・プログラミング：Eshericks

### Disc2
1. Love You (Shiho Fujisawa remix)
作詞：及川リン
作曲：田中ユウスケ
プロデュース：藤澤志保
2. Part of Your World (HOUSE NATION remix)
作詞：ハワード・アシュマン
作曲：アラン・メンケン
3. Voices (Q;indivi House remix)
作詞：及川リン
作曲：田中ユウスケ
リミックス：Q;indivi
4. Starting Over (Acoustic ver.)
作詞：及川リン
作曲：田中ユウスケ
5. it's time to say hello (from NEXT ALBUM preview ver.)
作詞：及川リン
作曲：田中ユウスケ

## フィーチャリング・ボーカリスト
- 大日方治子（M2、M3、M5、M7）
- Mizrock（M3）
- 大坪加奈（M1）

## 参加ミュージシャン
- ストリングス：岡村美央（M2、M7）
- アコースティックギター：保刈久明（M2、M3、M5、M7）
- エレクトリックギター：保刈久明（M3）、藤井謙二（M4、M9）
- ベース：沖山優司（M7）
- ドラム：椎野恭一（M7）、ケビン・ギルモア（M3）
- ピアノ：shin-costa（M7）